# Myślenie strategiczne
Myślenie strategiczne to umiejętność i gotowość do pozyskania i praktycznego spożytkowania wglądu społecznego (tj. wiedzy o sytuacji społecznej, interlokutorach oraz własnych możliwościach) w celu zmaksymalizowania szans realizacji własnych zamierzeń (lub zleconych zadań) oraz sprawnego wykorzystania nadarzających się okazji.
Budowanie umiejętności i zdobywanie wprawy w obszarze myślenia strategicznego daje w efekcie takie korzyści, jak:
- spostrzegawczość i zmysł strategiczny w kontaktach interpersonalnych, czyli wysoka inteligencja społeczna
- pewność co do własnych, rzeczywistych mocnych stron
- pomysły na najbardziej słuszne i skuteczne spożytkowanie własnego potencjału skrystalizowane w postaci konkretnych celów oraz strategii działania

Umiejętność strategicznego myślenia jest uznawana za podstawę rozwoju ponadprzeciętnych kompetencji z zakresu zarządzania sobą oraz skuteczności interpersonalnej. Jego synonimem jest tzw. inteligencja praktyczna (zwana także społeczną lub makiaweliczną).
Kluczowe obszary myślenia strategicznego to rozszyfrowywanie intencji innych ludzi, antycypacja rozwoju sytuacji, planowanie adekwatnych strategii działania, monitorowanie postępów i opracowywanie koniecznych modyfikacji w sposobie działania (tj. „pragmatyczna kreatywność”).